# Риндзівки
Риндзівки, рогульки — великодні хвально-вітальні пісні, відомі тільки в окремих місцевостях Галичини, як у Яворові та околитях, а також на українсько-білоруськім пограниччі, залишки відомих у давнину в Україні «волочільних» (див. Волочіння (обряд)) обрядів і пісень, які подекуди збереглися до 20 ст. п. н. Р. (Яворівщина в Галичині). Риндзівки співали хлопці під вікнами дівчатам і одруженим на початку року жінкам на другий і третій день Великодніх свят, ходячи з музикою від хати до хати. За змістом і ритмікою риндзівки — пісні колядкового типу, у яких різдвяний рефрен заступлено воскресним («Же Христос, же воскрес, же воістину же воскрес»).